# 胡戈·勃兰特·科斯蒂乌斯

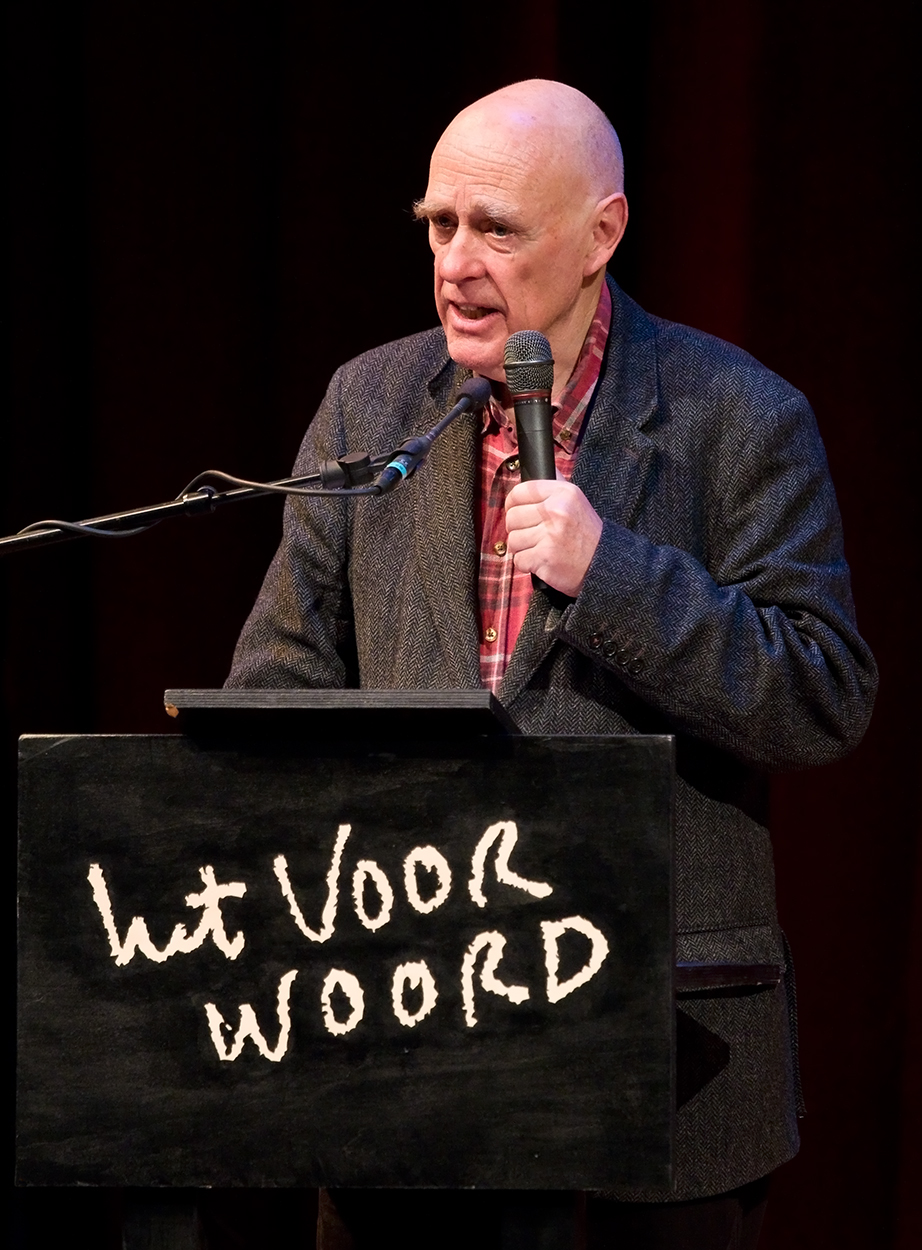
2010年3月的勃兰特·科斯蒂乌斯

胡戈·勃兰特·科斯蒂乌斯（荷蘭語：Hugo Brandt Corstius，1935年8月29日—2014年2月28日），荷兰埃因霍温人，是一名荷兰记者、专栏作家。他的著作在科学和文学中都有名望。
2014年2月28日，勃兰特·科斯蒂乌斯在北荷兰阿姆斯特丹去世，享年78岁。